# Брауншвайг-Люнебург
Курфюрство Брауншвайг-Люнебург (на немски: Kurfürstentum Braunschweig-Lüneburg) е от 1692 до 1806 г. (de facto) курфюрство на Свещената Римска империя. Официалното му име е Кур-Брауншвайг-Люнебург (Chur-Braunschweig-Lüneburg), неофициалното му име e Курфюрство Хановер (Kurfürstentum Hannover), или късо Кур-Хановер (Chur-Hannover) или Курхановер (Kurhannover) или Хановер (Hannover). Неговият девиз бил NEC ASPERA TERRENT. Курфюрството не е било същото по територия с Херцогство Брауншвайг-Люнебург. Намирало се в днешна Долна Саксония.

## История
През 1692 г. херцог Ернст Август, от управляващата линия на Велфите в Княжество Каленберг, получава от император Леополд I новата (деветата) титла курфюрст, заради неговата подкрепа във Войната на Великия съюз.
От 1714 до 1837 г. се управлява в лична уния от кралете на Великобритания от Хановерската династия (последователно Джордж I, Джордж II, Джордж III, Джордж IV и Уилям IV).
През 1806 г. княжеството (de facto) e ликвидирано и през 1814 г. е в Кралство Хановер.

## Курфюрсти на Брауншвайг-Люнебург

### Курфюрсти от родВелфи
- Ернст Август (1692 – 1698), син на Георг от Брауншвайг и Люнебург-Каленберг

### Курфюрсти отХановерска династия
- Джордж I (Георг I) (1698/1714 – 1727), син на Ернст Август и правнук на крал Джеймс I от Англия
- Джордж II (Георг II) (1727 – 1760), син на Джордж I
- Джордж III (Георг III) (1760 – 1820), внук на Джордж II

## Галерия
- Ернст Август
- Джордж I
- Джордж II
- Джордж III